# Bark at the Moon
Bark at the Moon är den brittiske sångaren Ozzy Osbournes tredje studioalbum, utgivet den 10 december 1983. 26 juli 2000 hade albumet sålt 3 miljoner kopior i USA.

## Låtlista
1. Bark at the Moon
2. You're No Different
3. Now You See It (Now You Don't)
4. Rock 'N' Roll Rebel
5. Centre of Eternity
6. So Tired
7. Slow Down
8. Waiting for Darkness
9. Spiders in the Night (bonusspår på utgåvorna 1995 och 2002)
10. One up the B side (bonusspår på utgåvan 2002)

## Musiker
- Ozzy Osbourne – sång
- Jake E. Lee – gitarr
- Bob Daisley – elbas
- Tommy Aldridge – trummor
- Don Airey – keyboard